# Municipio de Montgomery (condado de Wright)
El municipio de Montgomery (en inglés: Montgomery Township) es un municipio ubicado en el condado de Wright en el estado estadounidense de Misuri. En el año 2010 tenía una población de 548 habitantes y una densidad poblacional de 2,64 personas por km².

## Geografía
El municipio de Montgomery se encuentra ubicado en las coordenadas 37°24′14″N 92°19′47″O / 37.40389, -92.32972. Según la Oficina del Censo de los Estados Unidos, el municipio tiene una superficie total de 207.68 km², de la cual 206,56 km² corresponden a tierra firme y (0,54 %) 1,12 km² es agua.

## Demografía
Según el censo de 2010, había 548 personas residiendo en el municipio de Montgomery. La densidad de población era de 2,64 hab./km². De los 548 habitantes, el municipio de Montgomery estaba compuesto por el 97,45 % blancos, el 0,36 % eran afroamericanos, el 0,18 % eran amerindios, el 0,55 % eran asiáticos, el 0,18 % eran de otras razas y el 1,28 % eran de una mezcla de razas. Del total de la población el 1,64 % eran hispanos o latinos de cualquier raza.